# Camino Real de California

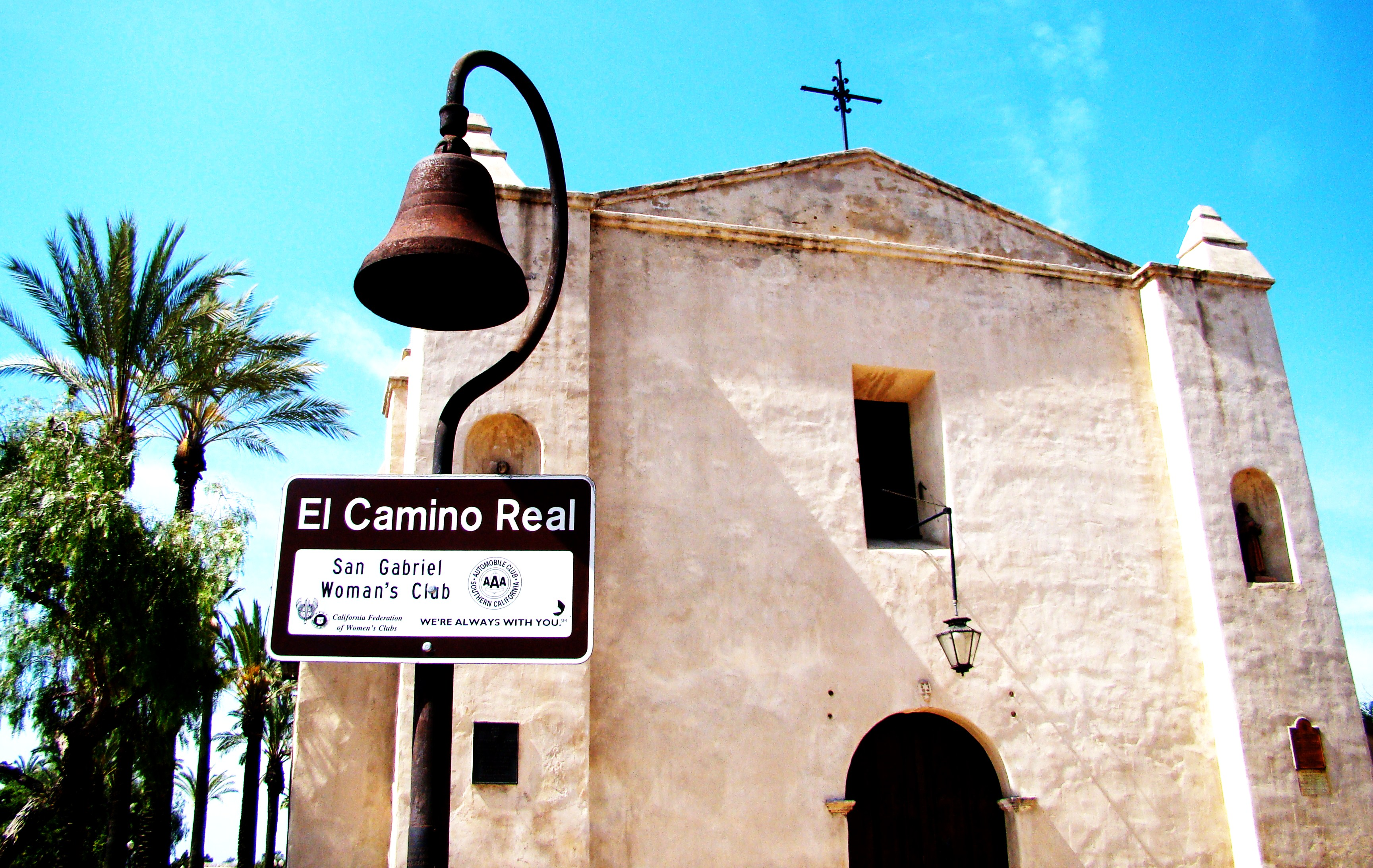
Señalización frente a la Misión San Gabriel

Camino Real de California se refiere generalmente al camino de 966 kilómetros que conectaba las 21 misiones españolas en California (anteriormente Alta California), junto con un conjunto de sub-misiones, cuatro presidios y tres pueblos, que se extienden en su extremo sur desde la Misión San Diego de Alcalá en el área de San Diego hasta el extremo norte del camino en la Misión San Francisco Solano en Sonoma, justo al norte de la bahía de San Francisco.
En los primeros tiempos de la presencia española, cualquier camino bajo la jurisdicción directa de la corona y sus virreyes era considerado como un camino real. Ejemplos de tales caminos discurrían entre los principales asentamientos de toda España y sus colonias como la Nueva España. La mayoría de los caminos reales tenían nombres aparte del camino real adjunto. Una vez que México obtuvo su independencia de España, ningún camino en México, incluyendo California, fue un camino real. El nombre fue usado raramente después de eso y solo fue revivido en el periodo americano relacionado con el boosterism asociado al movimiento de renacimiento de la Misión de principios del siglo XX.
La ruta original comienza en Baja California Sur, México, en el sitio de la Misión Nuestra Señora de Loreto Conchó, en Loreto, (la primera misión establecida con éxito en Las Californias). En época contemporánea, muchas calles de toda California que siguen o corren paralelas a esta ruta histórica todavía llevan el nombre de El Camino Real. Parte de la ruta original también ha sido mejorada y forma parte del sistema de autopistas de California. La ruta está señalizada en líneas generales por una serie de marcadores conmemorativos.

## Historia

### Periodos español y mexicano

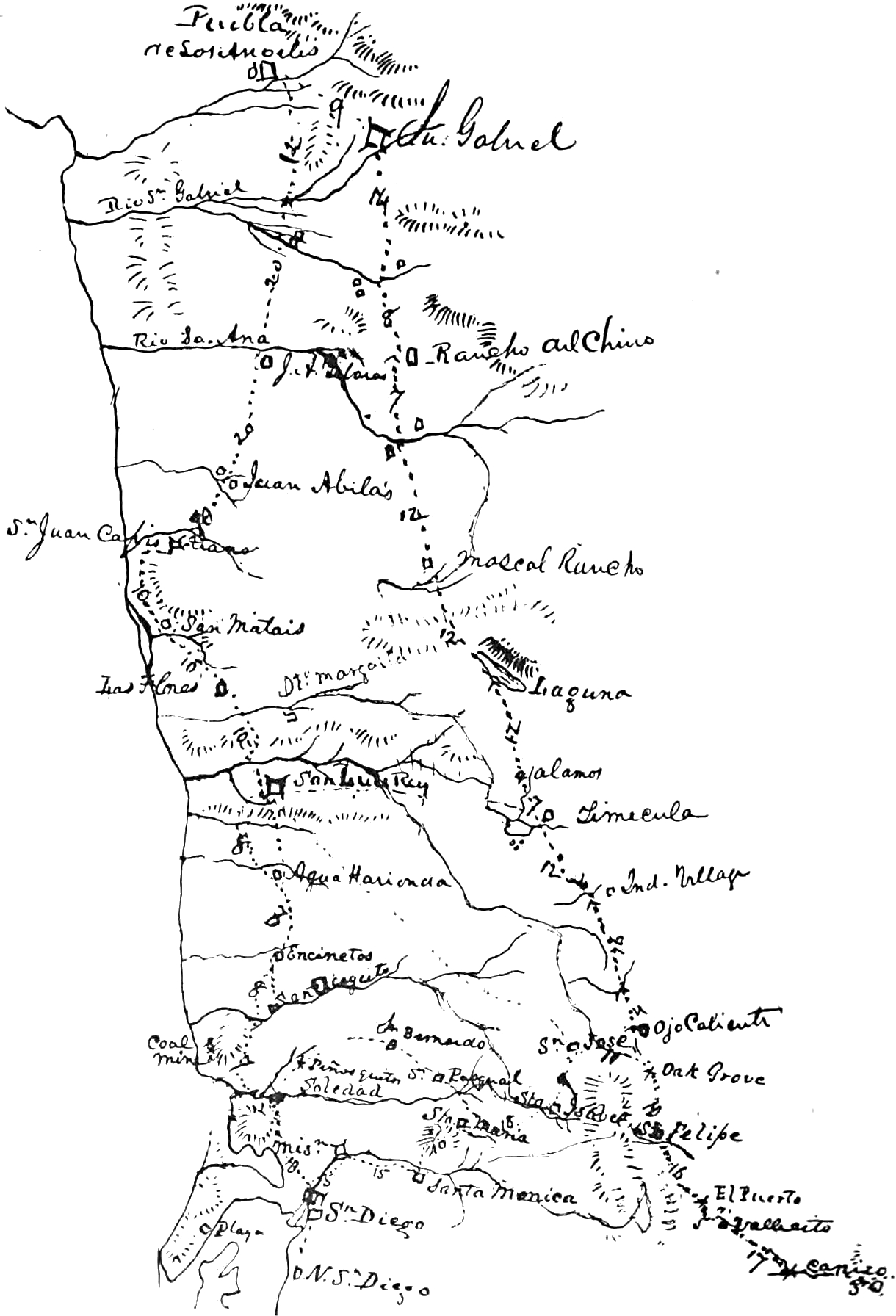
El Camino en un mapa de 1850

Entre 1683 y 1834, los misioneros jesuitas y franciscanos establecieron una serie de puestos de avanzada religiosos desde Baja California y Baja California Sur hasta la California contemporánea.
En Alta California, el Camino Real siguió dos rutas alternativas, establecidas por las dos primeras expediciones españolas en la región. La primera fue la expedición de Portolá de 1769. El grupo de la expedición incluía misioneros franciscanos, liderados por Junípero Serra. Partiendo de Loreto, Serra estableció la primera de las 21 misiones en San Diego. Serra se quedó en San Diego y Juan Crespí continuó el resto del camino con Gaspar de Portolá. Hacia el norte, este siguió, en la medida de lo posible, la línea de costa (la Ruta 1 del Estado de California), excepto cuando se vio obligado a ir hacia el interior debido a los acantilados costeros.
Finalmente, la expedición se vio impedida de seguir más al norte debido a la entrada de la bahía de San Francisco, el Golden Gate. Crespí identificó varios sitios de misiones futuras que no se desarrollaron hasta más tarde. En el viaje de regreso a San Diego, Gaspar de Portolá encontró un desvío más corto alrededor de un tramo de acantilados costeros por Conejo Valley.
Portolá viajó de nuevo desde San Diego a Monterrey en 1770, donde Junípero Serra (que viajó en barco) fundó la segunda misión (más tarde se trasladó al sur, al Carmelo). La Misión San Carlos Borromeo de Carmelo se convirtió en el cuartel general de las misiones de Serra en Alta California.
La segunda expedición fue la de Juan Bautista de Anza (1775-76), que entró en Alta California por el sudeste (cruzando el río Colorado cerca de Yuma, Arizona) y continuó el rastro de Portolá a partir de la Misión San Gabriel Arcángel. Los exploradores de Anza encontraron más fácil viajar por varios valles interiores, en lugar de limitarse a la costa. En su viaje hacia el norte, Anza recorrió el valle de San Fernando y el valle del Salinas. Después de desviarse a la costa para visitar el Presidio de Monterrey, Anza volvió al interior, siguiendo el Valle de Santa Clara hasta el extremo sur de la bahía de San Francisco y recorriendo el lado este de la península de San Francisco. Esta se convirtió en la ruta preferida (aproximadamente la moderna U.S. Route 101), y se corresponde más estrechamente con el oficialmente reconocido como Camino Real.
La construcción del camino fue una ardua tarea que duró muchos años. Había que ensancharlo y allanarlo y dotarlo de unos elementos auxiliares mínimos. Por suerte, y no por casualidad, muchos de los misioneros tenían conocimientos técnicos que facilitaban el trazado y la construcción del camino.

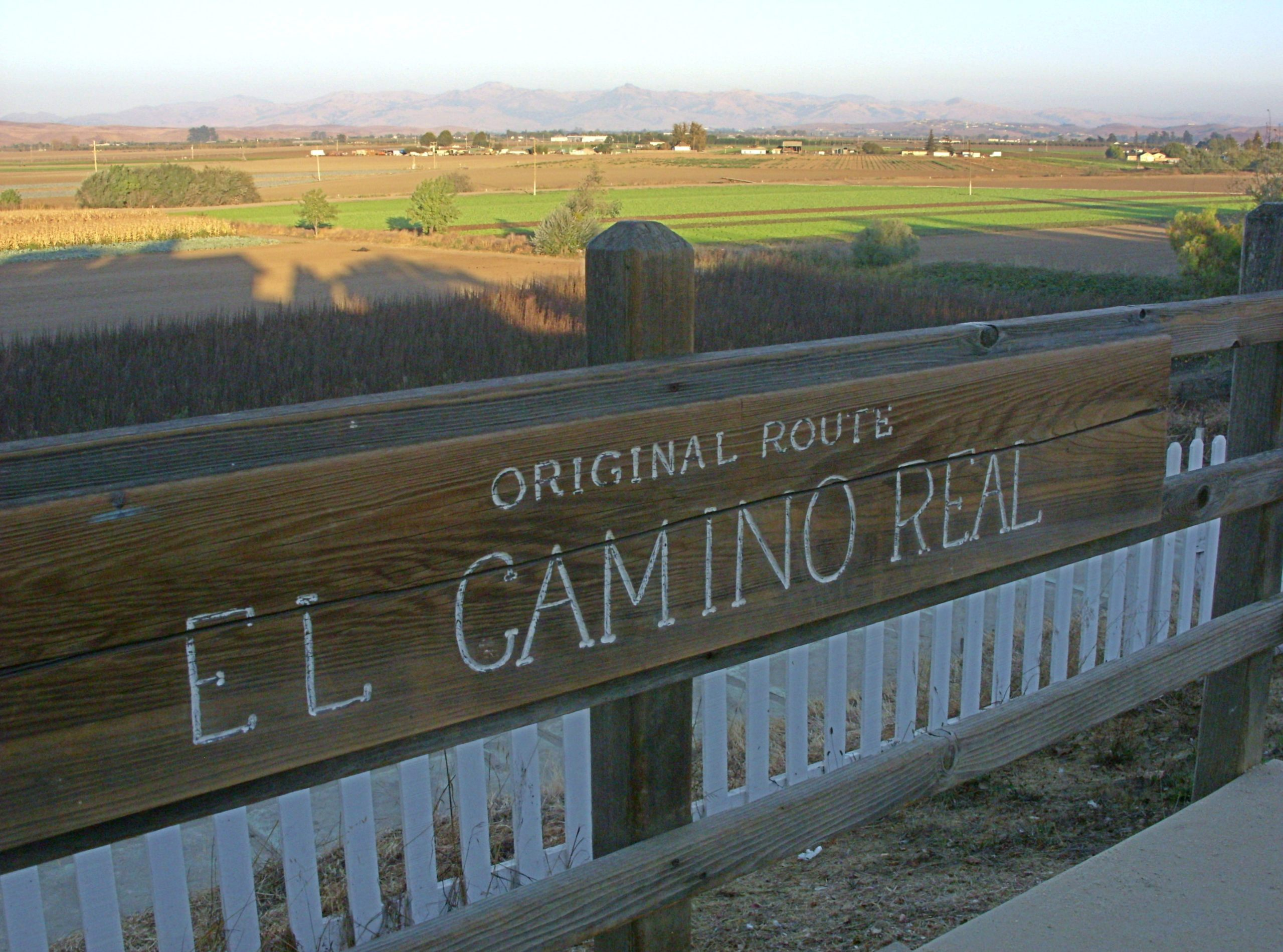
Señal de Camino Real en la misión San Juan Bautista (San Juan Bautista)

Para facilitar los viajes por tierra, los asentamientos de las misiones se encontraban aproximadamente a 48 kilómetros de distancia, de modo que estaban separados por un día de viaje a caballo a lo largo del Camino Real, de 966 kilómetros de longitud. El transporte de cargas pesadas era práctico solo a través del mar. Según la tradición, los sacerdotes esparcieron semillas de mostaza a lo largo del camino para marcar el avance hacia el norte con flores de color amarillo brillante, creando un sendero dorado que se extendía desde San Diego hasta Sonoma. El Camino Real proporcionó una ruta terrestre de interconexión vital entre las 21 misiones españolas de la Alta California.
Valiosas semillas fueron llevadas a California marcando también el Camino Real de Tierra Adentro con árboles para diferentes usos. Por ejemplo, los fresnos marcaban el lugar donde se encontraba un manantial, como se ha visto en la iglesia del Tránsito de Nuestra Señora, en Fresnillo, Zacatecas.

### Periodo estadounidense
En 1912, California comenzó a pavimentar un tramo de la ruta histórica en el condado de San Mateo. La construcción de una autopista de dos carriles comenzó frente a la histórica Cabaña del Tío Tom, una posada en San Bruno que fue construida en 1849 y demolida exactamente 100 años después. Inicialmente había poco tráfico y los niños usaban el pavimento para patinar hasta que el tráfico aumentó. A finales del decenio de 1920, California comenzó el primero de los numerosos proyectos de ampliación de lo que más tarde se convirtió en parte de la U.S. Route 101.

## Rutas conmemorativas

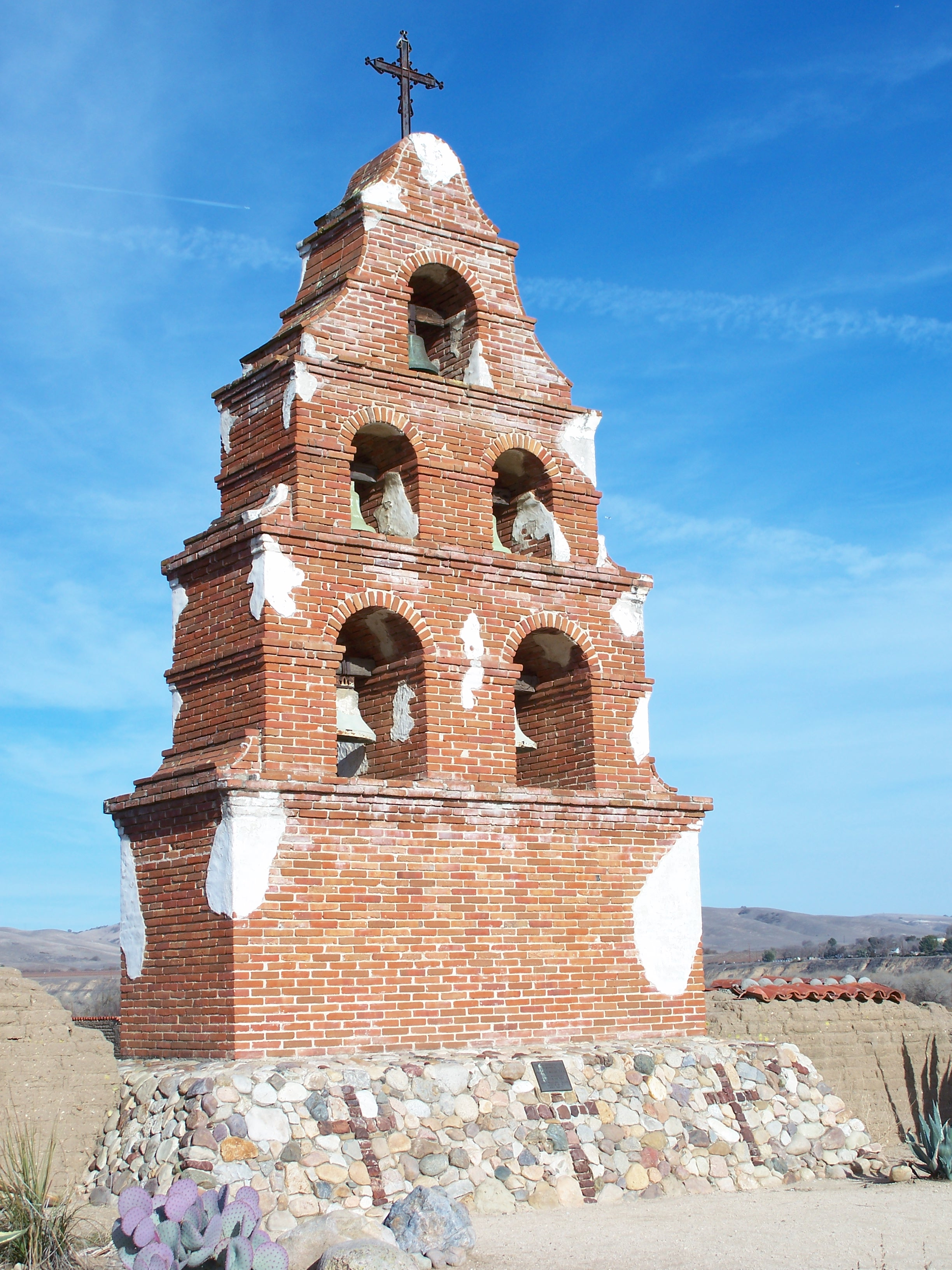
La Misión San Miguel vista desde la carretera mientras se conduce la moderna ruta conmemorativa del Camino Real

En época contemporánea, varias autopistas cubren partes de la ruta histórica, aunque grandes tramos fornan parte de travesías urbanas (por ejemplo, la mayor parte del tramo entre San José y San Francisco). Su ruta moderna completa, como la define la Legislatura Estatal de California, es la siguiente:
| Ruta | Destino                                          |
| --- | ------------------------------------------------ |
| Interestatal 5 | Frontera entre Estados Unidos y México a Anaheim |
| Ruta Estatal 72, Harbor Boulevard y Whittier Boulevard | Anaheim a Whittier                               |
| Valley Boulevard en El Monte a Mission Drive en Rosemead Misión Drive en Rosemead a East Mission Road en San Gabriel East Mission Road en San Gabriel a West Mission Road en Alhambra (en la Misión San Gabriel) West Mission Road en Alhambra a Alhambra Avenue en Los Ángeles Alhambra Avenue en Los Ángeles a Valley Boulevard en Los Ángeles Valley Boulevard en Los Ángeles a U.S. Route 101 | Whittier a Los Ángeles                           |
| U.S. Route 101 norte (Ruta Estatal 87) a Ruta Estatal 87 norte - Condado de Santa Clara | Los Ángeles a San José                           |
| Ruta Estatal 82 | San José a San Francisco                         |
| Interestatal 280 | San Francisco                                    |
| U.S. Route 101 | San Francisco a Novato                           |
| Ruta Estatal 37 | Novato a Sears Point                             |
| Ruta Estatal 121 | Sears Point a Sonoma                             |
| Ruta Estatal 12 | Sonoma                                           |

Ruta de East Bay
| Ruta             | Destino             |
| ---------------- | ------------------- |
| Ruta Estatal 87  | Dentro de San José  |
| Ruta Estatal 92  | San José a Fremont  |
| Ruta Estatal 238 | Fremont a Hayward   |
| Ruta Estatal 185 | Hayward a Oakland   |
| Ruta Estatal 123 | Oakland a San Pablo |

Algunas antiguas carreteras locales, que son paralelas a estas rutas, también conservan el nombre. Muchas calles de California llevan el nombre de este camino, a menudo con poca relación con el original, pero la calle Mission en San Francisco corresponde a la ruta histórica. Se ha conservado un tramo sin pavimentar del antiguo camino justo al este de la Misión San Juan Bautista; este tramo en realidad corre paralelo a la línea de la falla de San Andrés, que puede verse claramente porque el suelo cae varios metros.
La ruta a través de los condados de San Mateo y Santa Clara está designada como Ruta Estatal 82, y algunos tramos de la misma se denominan El Camino Real. El viejo camino es parte de la ruta de Anza, ubicada a unos pocos kilómetros al este de la Ruta 101.
La ruta oficial del Camino Real de California omite la mayoría de las 21 misiones originales. Mientras se conduce a lo largo de la ruta conmemorativa oficial, la misión más visible sería probablemente la Misión San Miguel, ubicada en el lugar de San Miguel, justo al lado de la carretera 101 en el río Salinas.

### Designación
El Camino Real está designado como California Historical Landmark #784. Hay dos marcadores históricos estatales que honran el camino: uno situado cerca de la Misión San Diego de Alcalá en San Diego y otro cerca de la Misión San Francisco de Asís en San Francisco.

### Historia de los marcadores conmemorativos

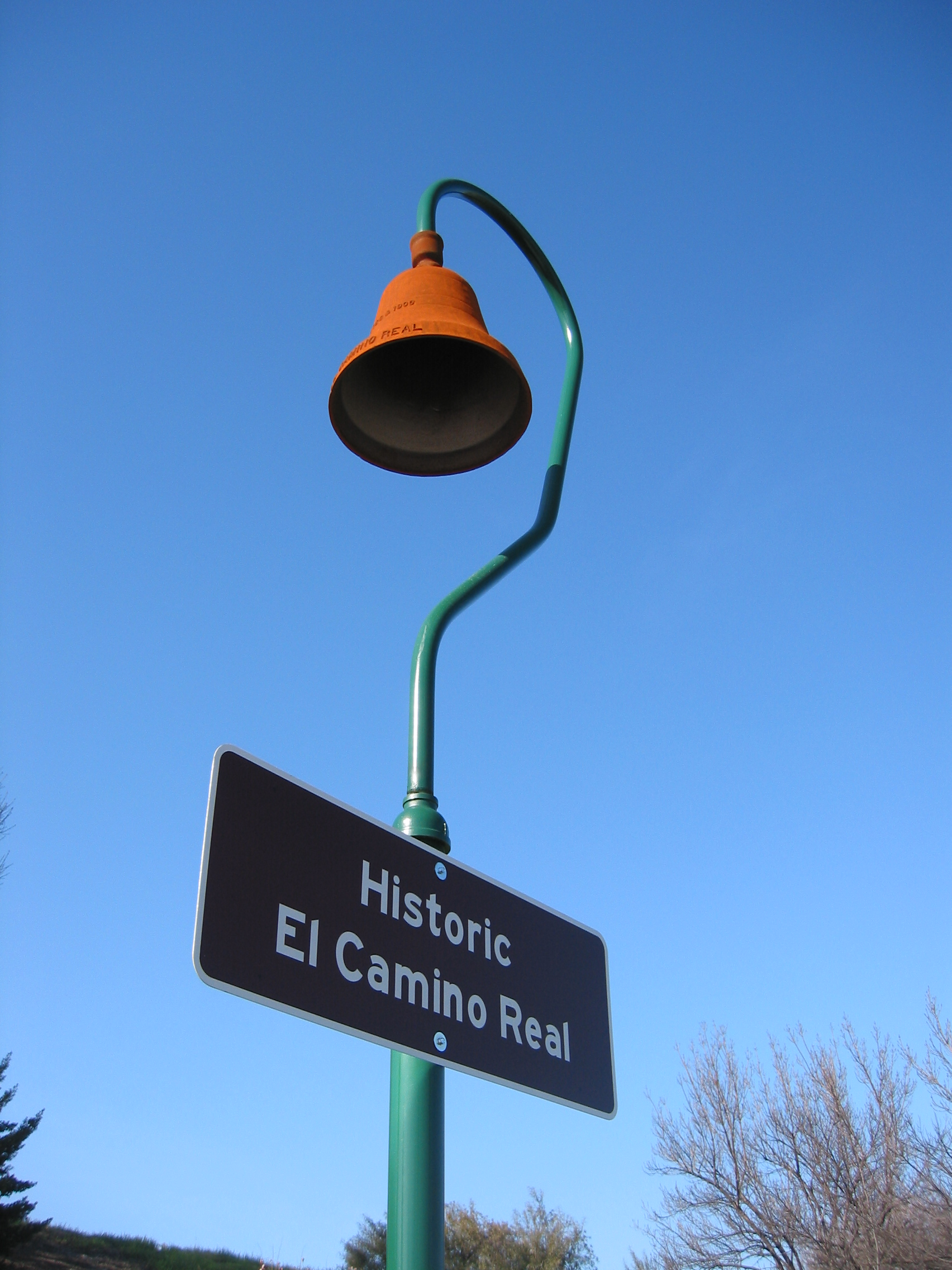
Marcador histórico situado a lo largo del Camino Real

En 1892, Anna Pitcher de Pasadena inició un esfuerzo para preservar la ruta aún no recordada del Camino Real de Alta California, esfuerzo que fue adoptado por la Federación de Clubes de Mujeres de California en 1902. El Camino Real moderno fue una de las primeras carreteras estatales de California. Dada la falta de señales de tráfico estandarizadas en esa época, se decidió colocar campanas distintivas a lo largo de la ruta, colgadas de soportes en forma de cayado de pastor de 3,4 m de altura, también descrito como bastón franciscano. Las campanas fueron diseñadas por Harrye Forbes, que también era propietaria de la California Bell Company donde fueron fundidas. La primera de las 450 campanas fue presentada el 15 de agosto de 1906 en la iglesia de Nuestra Señora la Reina de los Ángeles cerca de la calle Olvera en Los Ángeles.
La organización original que instaló las campanas desapareció, y el Automobile Club of Southern California y los grupos asociados cuidaron las campanas desde mediados de la década de 1920 hasta 1931. El Estado se hizo cargo del mantenimiento de las campanas en 1933. La mayoría de las campanas acabaron desapareciendo por vandalismo, robo o simple pérdida debido a la reubicación o cambio de ruta de las autopistas y carreteras. Después de una reducción del número de campanas a alrededor de 80, el Estado comenzó a reemplazarlas, al principio con hormigón, y más tarde con hierro. Un diseño producido por primera vez en 1960 por Justin Kramer de Los Ángeles fue el estándar hasta que el Departamento de Transporte de California (Caltrans) comenzó un esfuerzo de restauración en 1996.
Keith Robinson, principal arquitecto paisajista de Caltrans desarrolló un programa de restauración del Camino Real que resultó en la instalación de 555 marcadores en 2005. El marcador consiste en una campana de metal fundido de 460 mm de diámetro colocada sobre una columna de tubos Schedule 40 de 75 mm de diámetro que se fija a una base de hormigón mediante barras de anclaje. Los moldes de campana originales de 1906 se usaron para fabricar las campanas de reemplazo. Las campanas de reemplazo y las originales fueron producidas por la California Bell Company, y están típicamente marcadas como 1769 & 1906, e incluyen un aviso de copyright del diseñador. Las dos fechas representan la fecha de la fundación de la primera misión de Alta California en San Diego, y la fecha de la colocación del primer marcador conmemorativo, respectivamente.